# Palwancha
Palwancha är en ort i Indien.   Den ligger i distriktet Khammam och delstaten Telangana, i den centrala delen av landet, 1 300 km söder om huvudstaden New Delhi. Palwancha ligger 87 meter över havet och antalet invånare är 68 561.
Terrängen runt Palwancha är platt åt nordväst, men åt sydost är den kuperad. Runt Palwancha är det ganska tätbefolkat, med 80 invånare per kvadratkilometer. Närmaste större samhälle är Kottagūdem, 7,1 km sydväst om Palwancha. Omgivningarna runt Palwancha är en mosaik av jordbruksmark och naturlig växtlighet.